# زياد دوراني
زياد دوراني هو سياسي باكستاني، ولد في 13 فبراير 1982، وتوفي في 21 يونيو 2012 في بيشاور في باكستان بسبب قصور القلب.